# Porto di Granadilla

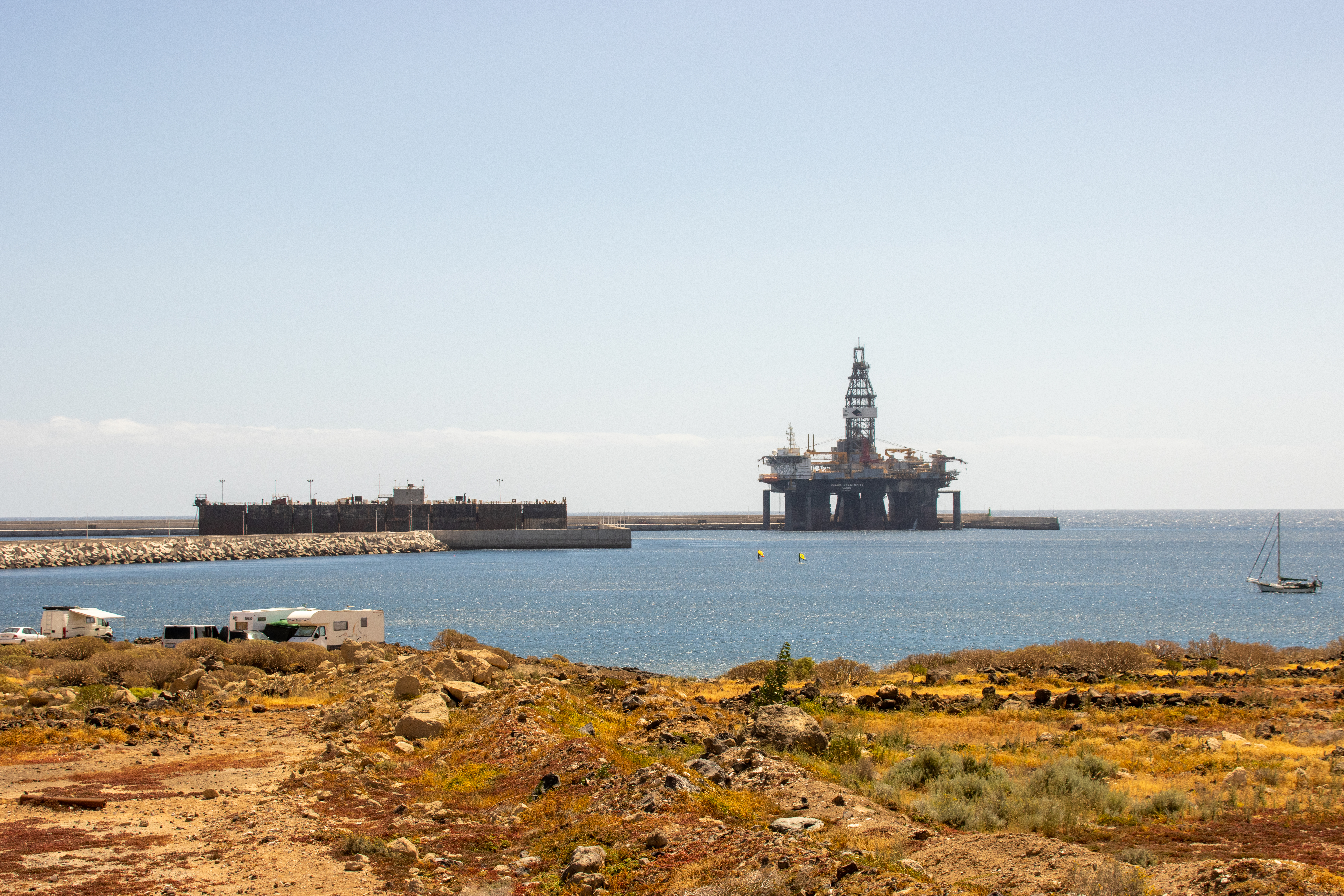
Porto di Granadilla

Il porto industriale di Granadilla è un porto situato nel comune di Granadilla de Abona, nel sud-est dell'isola di Tenerife (Spagna). Si tratta di un'opera complementare al porto di Santa Cruz de Tenerife e mira a fornire le strutture necessarie per le diverse tipologie di traffico, ad attrarre nuovi traffici e ad aumentare la copertura. È il più grande porto industriale delle Isole Canarie.
Il porto di Granadilla ha ricevuto il suo primo attracco il 21 novembre 2017, con lo scalo della piattaforma denominata "West Leo" della multinazionale Seadrill, questa piattaforma galleggiante proveniva dal cantiere navale Avondale Shipyard, sul fiume Mississippi, nel sud degli Stati Uniti.
Il porto è stato ufficialmente inaugurato il 2 marzo 2018 dal presidente del governo spagnolo, Mariano Rajoy.